# Casse-tête chinois
Casse-tête chinois (en francés: «Rompecabezas chino»; conocida en español como Nueva vida en Nueva York en España, Mi vida es un rompecabezas en México, y Lo mejor de nuestras vidas en Argentina) es una película francesa de 2013 dirigida por Cédric Klapisch. Es el tercer capítulo de la trilogía que continúa la estela de Una casa de locos (2002) y Las muñecas rusas (2005). 
La película fue nominada para los Premios César en la categoría «mejor música escrita para una película» en la 39.ª edición del premio.

## Sinopsis
Wendy se muda a Nueva York por lo que Xavier, su exmarido, debe seguirla para poder seguir viendo a sus dos hijos pequeños.

## Reparto
- Romain Duris - Xavier Rousseau
- Kelly Reilly - Wendy
- Audrey Tautou - Martine
- Cécile de France - Isabelle
- Sandrine Holt - Ju